# Ligue des champions de tennis de table 2014-2015
Navigation
Ligue des Champions
2013-2014 Ligue des Champions 
2015-2016
La 17e édition de la Ligue des champions de tennis de table masculine comptant pour la saison 2014-2015 oppose les meilleures équipes des principaux championnats nationaux d'Europe. Le TTCG Orenbourg remporte pour la troisième fois la compétition masculine tandis que le Fenerbahçe SK remporte le tournoi pour la première fois de son histoire.

## Hommes

### Phase de poules

#### Groupe A
| Cl | Equipes                | Pts | J | V | D | PP-PC | Diff |
| -- | ---------------------- | --- | - | - | - | ----- | ---- |
| 1  | TTC Gazprom Orenbourg  | 11  | 6 | 5 | 1 | 15-4  | +11  |
| 2  | AS Pontoise-Cergy TT   | 10  | 6 | 4 | 2 | 13-6  | +7   |
| 3  | Olimpia Unia-Grudziądz | 9   | 6 | 3 | 3 | 10-11 | -1   |
| 4  | Roskilde               | 6   | 6 | 0 | 6 | 1-18  | -17  |

#### Groupe B
| Cl | Equipes                      | Pts | J | V | D | PP-PC | Diff |
| -- | ---------------------------- | --- | - | - | - | ----- | ---- |
| 1  | Weinviertel Niederösterreich | 10  | 6 | 4 | 2 | 16-11 | +5   |
| 2  | ASTT Chartres                | 10  | 6 | 4 | 2 | 14-10 | +4   |
| 3  | AL Eslov                     | 9   | 6 | 3 | 3 | 14-15 | -1   |
| 4  | SV Werder Brême              | 7   | 6 | 1 | 5 | 8-16  | -8   |

#### Groupe C
| Cl | Equipes       | Pts | J | V | D | PP-PC | Diff |
| -- | ------------- | --- | - | - | - | ----- | ---- |
| 1  | Ekaterinbourg | 12  | 6 | 6 | 0 | 18-6  | +12  |
| 2  | FC Sarrebruck | 9   | 6 | 3 | 3 | 9-12  | -3   |
| 3  | Angers        | 8   | 6 | 2 | 4 | 11-14 | -3   |
| 4  | Sten Ostrov   | 7   | 6 | 1 | 5 | 10-16 | -6   |

#### Groupe D
| Cl | Equipes      | Pts | J | V | D | PP-PC | Diff |
| -- | ------------ | --- | - | - | - | ----- | ---- |
| 1  | Dusseldorf   | 12  | 6 | 6 | 0 | 18-3  | +15  |
| 2  | Bogoria      | 9   | 6 | 3 | 3 | 11-10 | +1   |
| 3  | Hennebont    | 8   | 6 | 2 | 4 | 7-12  | -5   |
| 4  | Walter Wells | 7   | 6 | 1 | 5 | 5-16  | -11  |

### Phase finale
|  | Quarts de finale                              | Quarts de finale                              |                       |          | Demi-finales                              | Demi-finales                              |  |  | Finale                                                   | Finale                                                   |
|  | Quarts de finale                              | Quarts de finale                              |                       |          | Demi-finales                              | Demi-finales                              |  |  | Finale                                                   | Finale                                                   |
|  |                                               |                                               |                       |          |                                           |                                           |  |  |                                                          |                                                          |
|  | Allers du 16 au 18/01, Retours du 23 au 25/01 | Allers du 16 au 18/01, Retours du 23 au 25/01 |                       |          | Aller du 13 au 14/03, Retour du 3 au 4/04 | Aller du 13 au 14/03, Retour du 3 au 4/04 |  |  | Aller à Dusseldorf le 10/05, Retour à Orenbourg le 29/05 | Aller à Dusseldorf le 10/05, Retour à Orenbourg le 29/05 |
|  | Allers du 16 au 18/01, Retours du 23 au 25/01 | Allers du 16 au 18/01, Retours du 23 au 25/01 |                       |          | Aller du 13 au 14/03, Retour du 3 au 4/04 | Aller du 13 au 14/03, Retour du 3 au 4/04 |  |  | Aller à Dusseldorf le 10/05, Retour à Orenbourg le 29/05 | Aller à Dusseldorf le 10/05, Retour à Orenbourg le 29/05 |
|  | TTC Gazprom Orenbourg                         | 3 ; 3                                         |                       |          | Aller du 13 au 14/03, Retour du 3 au 4/04 | Aller du 13 au 14/03, Retour du 3 au 4/04 |  |  | Aller à Dusseldorf le 10/05, Retour à Orenbourg le 29/05 | Aller à Dusseldorf le 10/05, Retour à Orenbourg le 29/05 |
|  | TTC Gazprom Orenbourg                         | 3 ; 3                                         |                       |          | Aller du 13 au 14/03, Retour du 3 au 4/04 | Aller du 13 au 14/03, Retour du 3 au 4/04 |  |  | Aller à Dusseldorf le 10/05, Retour à Orenbourg le 29/05 | Aller à Dusseldorf le 10/05, Retour à Orenbourg le 29/05 |
|  | FC Sarrebruck                                 | 0 ; 0                                         |                       |          | Aller du 13 au 14/03, Retour du 3 au 4/04 | Aller du 13 au 14/03, Retour du 3 au 4/04 |  |  | Aller à Dusseldorf le 10/05, Retour à Orenbourg le 29/05 | Aller à Dusseldorf le 10/05, Retour à Orenbourg le 29/05 |
|  | FC Sarrebruck                                 | 0 ; 0                                         | TTC Gazprom Orenbourg | 3 ; 3    |                                           |                                           |  |  | Aller à Dusseldorf le 10/05, Retour à Orenbourg le 29/05 | Aller à Dusseldorf le 10/05, Retour à Orenbourg le 29/05 |
|  |                                               |                                               | TTC Gazprom Orenbourg | 3 ; 3    |                                           |                                           |  |  | Aller à Dusseldorf le 10/05, Retour à Orenbourg le 29/05 | Aller à Dusseldorf le 10/05, Retour à Orenbourg le 29/05 |
|  |                                               | Weinviertel Niederösterreich                  | 1 ; 1                 |          |                                           |                                           |  |  | Aller à Dusseldorf le 10/05, Retour à Orenbourg le 29/05 | Aller à Dusseldorf le 10/05, Retour à Orenbourg le 29/05 |
|  | Grodzisk Mazowiecki Bogoria                   | Weinviertel Niederösterreich                  | 1 ; 1                 | 1 ; 1    |                                           |                                           |  |  | Aller à Dusseldorf le 10/05, Retour à Orenbourg le 29/05 | Aller à Dusseldorf le 10/05, Retour à Orenbourg le 29/05 |
|  | Grodzisk Mazowiecki Bogoria                   |                                               |                       | 1 ; 1    |                                           |                                           |  |  | Aller à Dusseldorf le 10/05, Retour à Orenbourg le 29/05 | Aller à Dusseldorf le 10/05, Retour à Orenbourg le 29/05 |
|  | Weinviertel Niederösterreich                  | 3 ; 3                                         |                       |          |                                           |                                           |  |  | Aller à Dusseldorf le 10/05, Retour à Orenbourg le 29/05 | Aller à Dusseldorf le 10/05, Retour à Orenbourg le 29/05 |
|  | Weinviertel Niederösterreich                  | 3 ; 3                                         | TTC Gazprom Orenbourg | 1 ; 3    |                                           |                                           |  |  |                                                          |                                                          |
|  |                                               |                                               | TTC Gazprom Orenbourg | 1 ; 3    |                                           |                                           |  |  |                                                          |                                                          |
|  |                                               | Borussia Düsseldorf                           | 3 ; 0                 |          |                                           |                                           |  |  |                                                          |                                                          |
|  | TTSC UMMC Ekaterinbourg                       | Borussia Düsseldorf                           | 3 ; 0                 | 1 ; 1    |                                           |                                           |  |  |                                                          |                                                          |
|  | TTSC UMMC Ekaterinbourg                       |                                               |                       | 1 ; 1    |                                           |                                           |  |  |                                                          |                                                          |
|  | Chartres ASTT                                 | 3 ; 3                                         |                       |          |                                           |                                           |  |  |                                                          |                                                          |
|  | Chartres ASTT                                 | 3 ; 3                                         | Chartres ASTT         | 1 ; 1    |                                           |                                           |  |  |                                                          |                                                          |
|  |                                               |                                               | Chartres ASTT         | 1 ; 1    |                                           |                                           |  |  |                                                          |                                                          |
|  |                                               | Borussia Düsseldorf                           | 3 ; 3                 |          |                                           |                                           |  |  |                                                          |                                                          |
|  | AS Pontoise-Cergy TT                          | Borussia Düsseldorf                           | 3 ; 3                 | 311 ; 15 |                                           |                                           |  |  |                                                          |                                                          |
|  | AS Pontoise-Cergy TT                          |                                               |                       | 311 ; 15 |                                           |                                           |  |  |                                                          |                                                          |
|  | Borussia Düsseldorf                           | 16 ; 311                                      |                       |          |                                           |                                           |  |  |                                                          |                                                          |
|  | Borussia Düsseldorf                           | 16 ; 311                                      |                       |          |                                           |                                           |  |  |                                                          |                                                          |

- TTC Gazprom Orenbourg remporte sa 3eme Ligue des champions[1],[2].

## Compétition féminine

### Phase de poules
| Cl | Équipes              | Pts | J | V | D | Pp | Pc | Diff |
| -- | -------------------- | --- | - | - | - | -- | -- | ---- |
| 1  | Fenerbahçe SK        | 12  | 6 | 6 | 0 | 18 | 3  | +15  |
| 2  | SVS Strock           | 8   | 6 | 2 | 4 | 11 | 14 | -3   |
| 3  | KTS Zamek Tarnobrzeg | 8   | 6 | 2 | 4 | 11 | 15 | -4   |
| 4  | Szekszard AC         | 8   | 6 | 2 | 4 | 8  | 16 | -8   |

| Cl | Équipes             | Pts | J | V | D | Pp | Pc | Diff |
| -- | ------------------- | --- | - | - | - | -- | -- | ---- |
| 1  | Linz AG Froschberg  | 10  | 6 | 4 | 2 | 16 | 9  | +7   |
| 2  | TTC Berlin Eastside | 10  | 6 | 4 | 2 | 16 | 10 | +6   |
| 3  | Metz TT             | 10  | 6 | 4 | 2 | 13 | 11 | +2   |
| 4  | PSE Budapest        | 6   | 6 | 0 | 6 | 3  | 18 | -15  |

### Phase finale
|  | Demi-finales                                        | Demi-finales                                        |               |       | Finale                                            | Finale                                            |
|  | Demi-finales                                        | Demi-finales                                        |               |       | Finale                                            | Finale                                            |
|  |                                                     |                                                     |               |       |                                                   |                                                   |
|  | Aller à Berlin le 17/01, Retour à Istanbul le 24/01 | Aller à Berlin le 17/01, Retour à Istanbul le 24/01 |               |       | Aller à Linz le 15/03, Retour à Istanbul le 04/04 | Aller à Linz le 15/03, Retour à Istanbul le 04/04 |
|  | Aller à Berlin le 17/01, Retour à Istanbul le 24/01 | Aller à Berlin le 17/01, Retour à Istanbul le 24/01 |               |       | Aller à Linz le 15/03, Retour à Istanbul le 04/04 | Aller à Linz le 15/03, Retour à Istanbul le 04/04 |
|  | TTC Berlin Eastside                                 | 1 ; 1                                               |               |       | Aller à Linz le 15/03, Retour à Istanbul le 04/04 | Aller à Linz le 15/03, Retour à Istanbul le 04/04 |
|  | TTC Berlin Eastside                                 | 1 ; 1                                               |               |       | Aller à Linz le 15/03, Retour à Istanbul le 04/04 | Aller à Linz le 15/03, Retour à Istanbul le 04/04 |
|  | Fenerbahçe SK                                       | 3 ; 3                                               |               |       | Aller à Linz le 15/03, Retour à Istanbul le 04/04 | Aller à Linz le 15/03, Retour à Istanbul le 04/04 |
|  | Fenerbahçe SK                                       | 3 ; 3                                               | Fenerbahçe SK | 3 ; 3 |                                                   |                                                   |
|  | Aller à Schwechat le 19/01, Retour le 22/01         |                                                     | Fenerbahçe SK | 3 ; 3 |                                                   |                                                   |
|  |                                                     | Linz AG Froschberg                                  | 2 ; 1         |       |                                                   |                                                   |
|  | SVS Strock                                          | Linz AG Froschberg                                  | 2 ; 1         | 0 ; 0 |                                                   |                                                   |
|  | SVS Strock                                          |                                                     |               | 0 ; 0 |                                                   |                                                   |
|  | Linz AG Froschberg                                  | 3 ; 3                                               |               |       |                                                   |                                                   |
|  | Linz AG Froschberg                                  | 3 ; 3                                               |               |       |                                                   |                                                   |